# Алазані
Алаза́ні, Алазань (груз. ალაზანი, азерб. Qanıx) — річка на сході Грузії і заході Азербайджану, ліва притока річки Кури. Частина течії є державним кордоном двох країн. Бере початок на східних схилах гори Барбало (Великий Кавказ), впадає в Мінгечаурське водосховище. Довжина 410 км, площа басейну 18 310 км²., середня витрата води в нижній течії 103 м³/с.
У верхній частині — типова гірська річка; по виході з гір тече однойменною долиною. У нижній течії перетинає гірське пасмо і має пороги. Використовується для зрошення виноградників Алазанської долини. Найбільший доплив — річка Іорі, яка до появи Мінгечаурського водосховища впадала в Алазані справа.
У басейні річки Лагодехський заповідник, національний заповідник Бацарі тощо.